# Stupido hotel (singolo)
Stupido hotel è la quarta traccia dell'omonimo album del cantautore italiano, uscito nell'ottobre del 2001 e rimasto in prima posizione nelle classifiche italiane per ben dieci settimane consecutive.

## Video
Il video è stato girato nella sala più grande delle grotte di Frasassi, in provincia di Ancona, dal regista Stefano Salvati. Per girare il video la troupe è rimasta 12 ore sotto terra.

## Formazione
- Vasco Rossi - voce
- Vinnie Colaiuta - batteria
- Randy Jackson - basso
- Frank Nemola - programmazione
- Stef Burns - chitarra elettrica
- Michael Landau - chitarra elettrica, chitarra solista
- Dean Parks - chitarra acustica
- Larry Corbett, Bruce Dukov, Peter Kent, Evan Wilson - archi
- Larry Corbett - violoncello solista